# Eliane Giardini
Eliane Teresinha Giardini (Sorocaba, 20 de octubre de 1952) es una actriz brasileña. Es reconocida por interpretar a Nazira Rachid en la telenovela brasileña El clon y a Muricy Araújo en Avenida Brasil.

## Filmografía

### Televisión
- Ninho da Serpente (Lídia)
- Campeão (Cristina)
- Vida Roubada (Hilda)
- Meus Filhos, Minha Vida
- Uma Esperança no Ar (Débora)
- Helena (Joano)
- Caso Verdade
- Desejo (Lucinda)
- Felicidade (Isaura)
- Renascer (Dona Patroa/Yolanda)
- Incidente em Antares (Eleutéria)
- A Comédia da Vida Privada (Helena)
- Irmãos Coragem (Estela)
- Engraçadinha (Maria Aparecida)
- Você Decide
- Explode Coração (Lola)
- A Indomada (Santa Maria)
- Você Decide (Sílvia)
- Mulher (Anita)
- Hilda Furacão (Berta)
- Torre de Babel (Wandona)
- Andando nas Nuvens (Yaneti)
- Você Decide (Ana)
- O Belo e As Feras (Ludmila)
- Os Maias (la condesa de Gouvarinho)
- Os Normais (Marta)
- El Clon (Nazira Rachid)
- La casa de las siete mujeres (Caetana)
- Um Só Coração (Tarsila do Amaral)
- América (Viuda Neuta)
- J.K. (Tarsila do Amaral)
- Cobras & Lagartos (Eva/Esmeralda)
- Eterna Magia (Pérola)
- Capitu (Dona Glória Santiago)
- India, una historia de amor (Indira Ananda)
- Tempos Modernos (Hélia Pimenta)
- Afinal, o Que Querem as Mulheres? (Profª Noemi)
- Lara com Z (as Sandra Heibert)
- Avenida Brasil (Muricý Araúyo)
- Rastros de mentiras (Ordália Aparecida dos Santos Araúyo)
- A Grande Familia (Vilma)
- Êta Mundo Bom! (Anastácia)
- Dos Hermanos (miniserie) (Zana)
- Mania de Você (Berta Pereira Cavalcanti)[1]